# تلفات نظامی ایالات متحده در جنگ در افغانستان
از ۲۷ ژوئیه سال ۲۰۱۸ تاکنون ۳۲۰۰ نفر از نیروهای نظامی ایالات متحده و ۴ نفر نیروی غیرنظامی از کادر وزارت دفاع در جنگ افغانستان کشته شده‌اند. ۱۸۵۶ مورد از این مرگ‌ها ناشی از اقدامات خصمانه بوده‌است. ۲۰۳۲۰ سرباز آمریکایی نیز در هنگام نبرد مجروح شدند. علاوه بر این، ۱۷۲۰ نفر از پیمانکاران غیرنظامی آمریکایی نیز کشته شدند که مجموع کل تلفات آمریکایی این جنگ را به ۴۰۹۶ نفر می‌رساند.

## تلفات بر اساس ماه و سال

### تمام تلفات
| سال  | J  | F  | M  | A  | M  | J  | J  | A  | S  | O  | N  | D  | کل  |
| ---- | -- | -- | -- | -- | -- | -- | -- | -- | -- | -- | -- | -- | --- |
| ۲۰۰۱ | –  | –  | –  | –  | –  | –  | –  | –  | –  | ۲  | ۲  | ۳  | ۷   |
| ۲۰۰۲ | ۱۰ | ۱  | ۹  | ۴  | ۱  | ۳  | ۰  | ۱  | ۰  | ۰  | ۰  | ۱  | ۳۰  |
| ۲۰۰۳ | ۴  | ۱  | ۸  | ۲  | ۱  | ۲  | ۱  | ۴  | ۱  | ۳  | ۶  | ۰  | ۳۳  |
| ۲۰۰۴ | ۹  | ۲  | ۳  | ۱  | ۸  | ۴  | ۲  | ۳  | ۴  | ۵  | ۷  | ۱  | ۴۹  |
| ۲۰۰۵ | ۲  | ۱  | ۵  | ۱۸ | ۴  | ۲۶ | ۲  | ۱۵ | ۱۱ | ۴  | ۲  | ۳  | ۹۳  |
| ۲۰۰۶ | ۱  | ۷  | ۷  | ۱  | ۱۱ | ۱۸ | ۹  | ۱۰ | ۶  | ۱۰ | ۷  | ۱  | ۸۸  |
| ۲۰۰۷ | ۰  | ۱۲ | ۳  | ۸  | ۱۱ | ۱۲ | ۱۳ | ۱۸ | ۸  | ۹  | ۱۱ | ۶  | ۱۱۱ |
| ۲۰۰۸ | ۷  | ۱  | ۷  | ۵  | ۱۶ | ۲۸ | ۲۰ | ۲۲ | ۲۷ | ۱۶ | ۱  | ۳  | ۱۵۳ |
| ۲۰۰۹ | ۱۴ | ۱۵ | ۱۳ | ۶  | ۱۲ | ۲۴ | ۴۴ | ۵۱ | ۳۷ | ۵۹ | ۱۷ | ۱۸ | ۳۱۰ |
| ۲۰۱۰ | ۳۰ | ۳۱ | ۲۴ | ۱۹ | ۳۴ | ۶۰ | ۶۵ | ۵۵ | ۴۲ | ۶۰ | ۵۳ | ۳۳ | ۴۹۶ |
| ۲۰۱۱ | ۲۴ | ۱۸ | ۲۹ | ۴۶ | ۳۵ | ۴۷ | ۳۷ | ۷۰ | ۴۲ | ۳۱ | ۱۸ | ۱۵ | ۴۱۲ |
| ۲۰۱۲ | ۲۶ | ۱۰ | ۱۸ | ۳۴ | ۳۹ | ۲۹ | ۴۱ | ۳۹ | ۱۹ | ۱۷ | ۱۶ | ۱۳ | ۳۰۱ |
| ۲۰۱۳ | ۳  | ۱  | ۱۵ | ۱۳ | ۱۹ | ۱۷ | ۱۱ | ۱۱ | ۸  | ۹  | ۳  | ۱۰ | ۱۲۰ |
| ۲۰۱۴ | ۷  | ۶  | ۰  | ۴  | ۴  | ۱۳ | ۳  | ۵  | ۵  | ۲  | ۳  | ۳  | ۵۴  |
| ۲۰۱۵ | ۰  | ۰  | ۰  | ۱  | ۱  | ۲  | ۰  | ۳  | ۱  | ۸  | ۰  | ۶  | ۲۲  |
| ۲۰۱۶ | ۳  | ۰  | ۰  | ۰  | ۰  | ۱  | ۰  | ۲  | ۰  | ۳  | ۴  | ۱  | ۱۴  |
| ۲۰۱۷ | ۰  | ۰  | ۱  | ۳  | ۰  | ۳  | ۱  | ۳  | ۲  | ۱  | ۲  | ۱  | ۱۷  |
| ۲۰۱۸ | ۱  | ۰  | ۰  | ۱  | ۰  | ۰  | ۲  | ۱  | ۲  | ۱  | ۵  | ۲  | ۱۵  |
| ۲۰۱۹ | ۲  | ۰  | ۲  | ۳  | ۲  | ۲  | ۳  | ۳  | ۲  | ۰  | ۲  | ۱  | ۲۲  |
| ۲۰۲۰ | ۴  | ۳  | ۲  | ۰  | ۰  | ۰  | ۰  | ۰  | -  | -  | -  | -  | ۹   |

تعداد کلی: ۲٬۳۵۴
ایالات متحده همه تلفات را فقط در افغانستان نشان می‌دهد
منبع:
توجه: در جدول جان باختن اعضای سرباز در حمایت از عملیات در افغانستان در سایر کشورها و کسانی که در سایر کشورها در نتیجه زخم‌های جان باخته در افغانستان کشته شده‌اند حذف شده‌است.

### فقط کشته شده در نبرد
| سال  | J  | F  | M  | A  | M  | J  | J  | A  | S  | O  | N  | D  | کل  |
| ---- | -- | -- | -- | -- | -- | -- | -- | -- | -- | -- | -- | -- | --- |
| ۲۰۰۱ | –  | –  | –  | –  | –  | –  | –  | –  | –  | ۰  | ۱  | ۳  | ۴   |
| ۲۰۰۲ | ۱  | ۰  | ۹  | ۴  | ۱  | ۳  | ۰  | ۱  | ۰  | ۰  | ۰  | ۱  | ۲۰  |
| ۲۰۰۳ | ۰  | ۰  | ۲  | ۲  | ۰  | ۱  | ۰  | ۳  | ۱  | ۳  | ۵  | ۰  | ۱۷  |
| ۲۰۰۴ | ۰  | ۱  | ۲  | ۱  | ۶  | ۳  | ۰  | ۲  | ۳  | ۳  | ۳  | ۰  | ۲۴  |
| ۲۰۰۵ | ۲  | ۰  | ۵  | ۱  | ۳  | ۲۵ | ۲  | ۱۲ | ۹  | ۳  | ۲  | ۲  | ۶۶  |
| ۲۰۰۶ | ۱  | ۶  | ۶  | ۱  | ۱  | ۱۴ | ۷  | ۸  | ۵  | ۹  | ۶  | ۱  | ۶۵  |
| ۲۰۰۷ | ۰  | ۲  | ۱  | ۵  | ۱۰ | ۱۱ | ۱۳ | ۱۳ | ۷  | ۷  | ۱۰ | ۴  | ۸۳  |
| ۲۰۰۸ | ۷  | ۱  | ۶  | ۵  | ۱۴ | ۲۳ | ۱۶ | ۱۷ | ۲۶ | ۱۵ | ۱  | ۲  | ۱۳۳ |
| ۲۰۰۹ | ۱۲ | ۱۵ | ۱۱ | ۳  | ۹  | ۲۰ | ۳۹ | ۴۷ | ۳۳ | ۴۷ | ۱۵ | ۱۵ | ۲۶۶ |
| ۲۰۱۰ | ۲۷ | ۳۰ | ۲۲ | ۱۴ | ۳۱ | ۴۹ | ۵۴ | ۵۴ | ۳۱ | ۴۸ | ۴۸ | ۳۲ | ۴۴۰ |
| ۲۰۱۱ | ۲۰ | ۱۷ | ۲۴ | ۴۳ | ۳۰ | ۳۹ | ۳۲ | ۶۵ | ۳۸ | ۲۶ | ۱۸ | ۱۳ | ۳۶۵ |
| ۲۰۱۲ | ۱۵ | ۱۱ | ۱۲ | ۳۱ | ۳۴ | ۲۲ | ۳۷ | ۳۷ | ۱۷ | ۱۳ | ۱۲ | ۱۰ | ۲۴۶ |
| ۲۰۱۳ | ۳  | ۱  | ۵  | ۷  | ۱۶ | ۱۵ | ۹  | ۱۱ | ۶  | ۷  | ۳  | ۳  | ۸۵  |
| ۲۰۱۴ | ۴  | ۳  | ۰  | ۳  | ۱  | ۱۱ | ۲  | ۳  | ۵  | ۰  | ۳  | ۳  | ۳۸  |
| ۲۰۱۵ | ۰  | ۰  | ۰  | ۱  | ۰  | ۱  | ۰  | ۳  | ۰  | ۰  | ۰  | ۶  | ۱۱  |
| ۲۰۱۶ | ۱  | ۰  | ۰  | ۰  | ۰  | ۰  | –  | –  | –  | –  | –  | –  | ۱   |

تعداد کل: ۱٬۸۶۵
این مجموع فقط کشته‌شده‌گان در نبرد  † ایالات متحده در افغانستان را نشان می‌دهد،
مبنع:
توجه: جدول کشته شدن چهار سرباز کشته شده در عملیات در حمایت از عملیات در افغانستان در سایر کشورها را حذف می‌کند. اینها کارکنان نیروی دریایی و غیرنظامی وزارت دفاع به ترتیب در اکتبر ۲۰۰۲ و ژانویه ۲۰۰۳ در کویت کشته شدند و دو نیروی هوایی در آلمان در سال ۲۰۱۱ کشته شدند. آتش خودی کشته‌ها در جدول آمده‌است.